# Guillermo Torres Muñoz

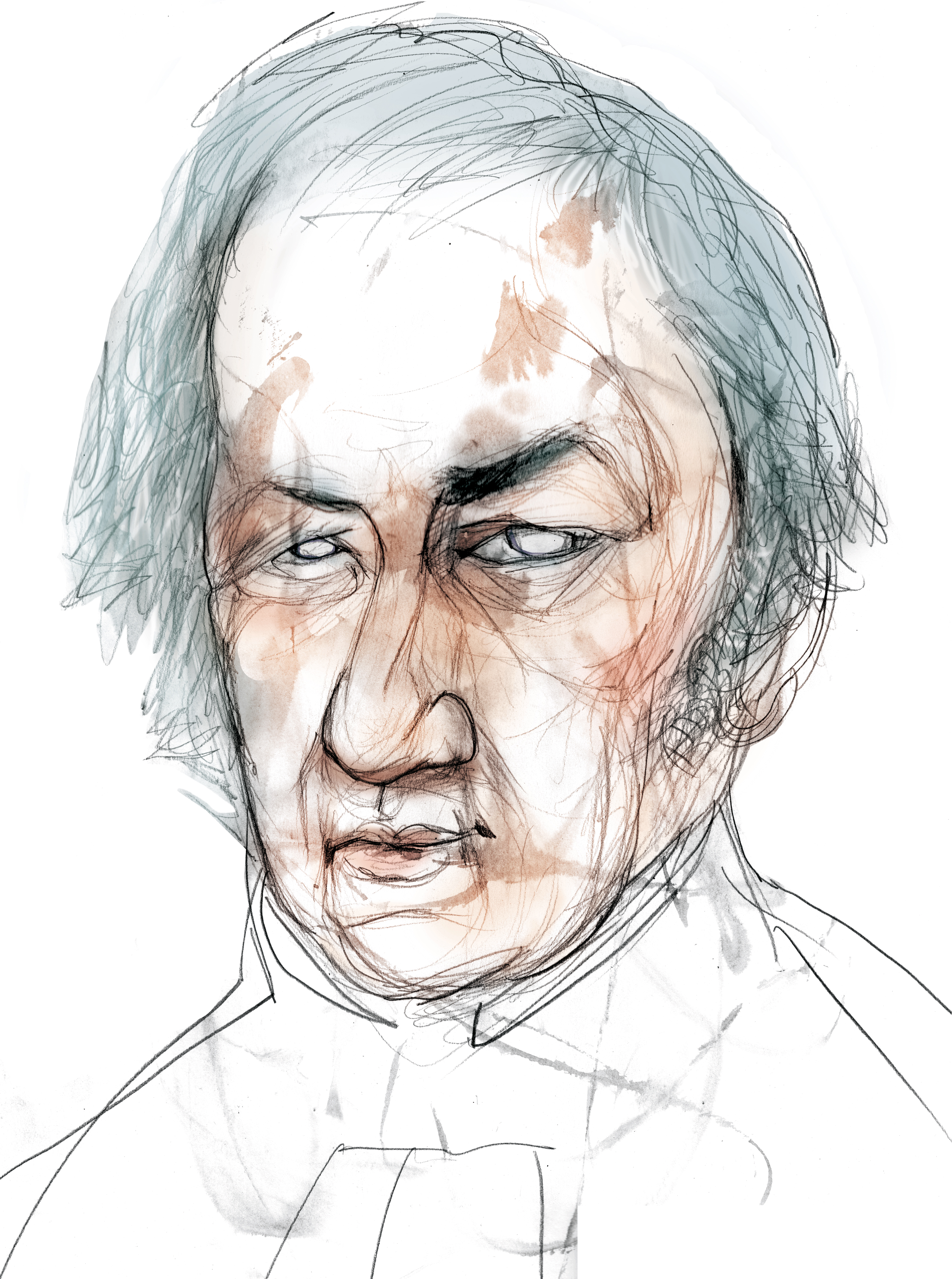
Retrato de Guillermo Torres Muñoz

Guillermo Torres Muñoz (Tarazona de la Mancha, 6 de febrero de 1848 - Madrid, 31 de julio de 1931) fue un farmacéutico español, conocido por la marca de bicarbonato sódico que llevaba su nombre: «Torres Muñoz».

## Datos biográficos
Nació el 6 de febrero de 1849 en Tarazona de la Mancha (Albacete) donde su padre estaba destinado. Fue hijo de Felipe Torres Mena y de Rosa Muñoz Oñate, (sobrino del político y escritor José Torres Mena). Murió en Madrid el 31 de julio de 1931 y está enterrado en el cementerio de La Almudena en una sepultura perpetua.

## Farmacéutico

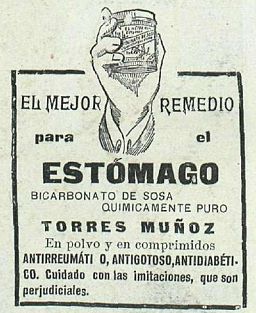
Anuncio del bicarbonato sódico «Torres Muñoz» en la revista La Esfera, 1916.

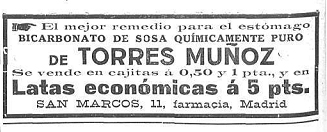
Anuncio en la revista Mundo Gráfico, 1915.

Como farmacéutico se estableció en la calle San Bartolomé nº 7 de Madrid, esquina a San Marcos, una farmacia en cuyo sótano envasaba el bicarbonato sódico que lleva su nombre, y que es una variante del que en 1801 inventó el alemán Valent Rose. Dicha farmacia existió hasta 2007 en que se vendió el local y se transformó en una tienda. No lejos, en el número 4-2º de la misma calle, tenía su residencia en 1900. Su hijo José y su nieto Felipe mantuvieron los laboratorios, que se reubicaron en Pinto. En 1985 se vendieron a los laboratorios CIBA-GEIGY. Actualmente esta marca de bicarbonato la fabrican los laboratorios Novartis de Barcelona.
En 1927 los respaldos de los sillones de los aviones de Iberia ya anunciaban este producto. Esta marca de bicarbonato fue muy famosa en la década de 1950 y se anunciaba mucho tanto en radio como en prensa. También se conservan fotografías de sus anuncios en los escalones del metro de Madrid y en los autobuses.
En 1960 el bicarbonato TORRES MUÑOZ se registra como medicamento en la Inspección General de Farmacia, Sección de Registro Farmacéuticos. Fue en 1981 cuando recibió autorización legal para anunciarse.

## Otros datos
Consta que en 1902 tuvo un juicio contra su tío Rafael Torres Mena (vecino de La Almarcha, Cuenca) por el reparto de la herencia de su tío José Torres Mena. Tenía casa abierta en La Almarcha y allí murieron su padre (2-7-1891) y su hermana María Eugenia (31-7-1931).